# Emilio López Navarro
Emilio López Navarro (* 10. Mai 1986 in Guadalajara, Jalisco) ist ein ehemaliger mexikanischer Fußballspieler, der vorwiegend im Mittelfeld agierte.

## Leben
López Navarro begann seine Profikarriere in der Saison 2005/06 beim mexikanischen Rekordmeister Club Deportivo Guadalajara und feierte sein Debüt in der mexikanischen Primera División am 13. August 2005 im Heimspiel gegen Atlante, das 3:2 gewonnen wurde. Allerdings kam er in seinen zwei Jahren bei Chivas insgesamt nur zu drei Einsätzen (auch bei der 0:1-Auswärtsniederlage gegen den Deportivo Toluca FC am 6. August 2006 zum Auftakt der in der Apertura 2006 gewonnenen Meisterschaft sowie am 31. März 2007 bei der 0:1-Auswärtsniederlage gegen den Club San Luis in der Clausura 2007) und wurde daher für die Saison 2007/08 an den Zweitligisten Dorados de Sinaloa und 2008/09 an den ebenfalls in der zweitklassigen Primera División 'A' spielenden Querétaro Fútbol Club ausgeliehen.
Mit den Gallos Blancos gewann er die Meisterschaft der Apertura 2008 und konnte sich im großen Saisonfinale auch gegen den Mérida FC, den Meister der Clausura 2009, durchsetzen, wodurch der Mannschaft aus Querétaro nach zweijähriger Abstinenz die Rückkehr in die erste Liga gelang. Um sich dauerhaft zu verstärken, erwarben die Gallos Blancos López Navarro zu Beginn der Erstliga-Saison 2009/10. In den kommenden drei Spielzeiten absolvierte Emilio López insgesamt 83 Einsätze und erzielte vier Tore. Zu Beginn der Saison 2012/13 wechselte er auf Leihbasis zum San Luis FC.

## Erfolge
- Mexikanischer Meister: Apertura 2006 (mit Guadalajara)
- Mexikanischer Zweitligameister: Apertura 2008 (mit Querétaro)